# Општина Емилијано Запата (Морелос)
Емилијано Запата (шп. Emiliano Zapata) општина је у Мексику у савезној држави Морелос. Општина се налази на надморској висини од 1247 м.

## Становништво
Према подацима из 2010. у општини је живело 83485 становника.

### Хронологија
| Година       | 2000                  | 2005                  | 2010                  |
| ------------ | --------------------- | --------------------- | --------------------- |
| Становништво | 57617 (28250 / 29367) | 69064 (33507 / 35557) | 83485 (40761 / 42724) |

### Попис
| \| \| м \| \| \| ж \| \| 0—2 \| 2.365 \| \| \| 2.304 \| \| 3—5 \| 2.554 \| \| \| 2.464 \| \| 6—11 \| 5.044 \| \| \| 4.864 \| \| 12—14 \| 2.470 \| \| \| 2.276 \| \| 15—17 \| 2.600 \| \| \| 2.535 \| \| 18—24 \| 4.963 \| \| \| 5.248 \| \| 60+ \| 3.064 \| \| \| 3.447 \| \| Просек : \| 28,5 \| \| \| 29,6 \| |       |  |  |       |
| |       |  |  |       |
| | м     |  |  | ж     |
| 0—2 | 2.365 |  |  | 2.304 |
| 3—5 | 2.554 |  |  | 2.464 |
| 6—11 | 5.044 |  |  | 4.864 |
| 12—14 | 2.470 |  |  | 2.276 |
| 15—17 | 2.600 |  |  | 2.535 |
| 18—24 | 4.963 |  |  | 5.248 |
| 60+ | 3.064 |  |  | 3.447 |
| Просек : | 28,5  |  |  | 29,6  |

| #   | Индикатор                                                                                        | Вредност |
| --- | ------------------------------------------------------------------------------------------------ | -------- |
| 1   | Становништво од 0 до 2 године                                                                    | 4669     |
| 2   | Мушко становништво од 0 до 2 године                                                              | 2365     |
| 3   | Женско становништво од 0 до 2 године                                                             | 2304     |
| 4   | Становништво са 3 и више година                                                                  | 76632    |
| 5   | Мушко становништво са 3 и више година                                                            | 37303    |
| 6   | Женско становништво са 3 и више година                                                           | 39329    |
| 7   | Становништво са 5 и више година                                                                  | 73275    |
| 8   | Мушко становништво са 5 и више година                                                            | 35578    |
| 9   | Женско становништво са 5 и више година                                                           | 37697    |
| 10  | Становништво са 12 и више година                                                                 | 61706    |
| 11  | Мушко становништво са 12 и више година                                                           | 29705    |
| 12  | Женско становништво са 12 и више година                                                          | 32001    |
| 13  | Становништво са 15 и више година                                                                 | 56960    |
| 14  | Мушко становништво са 15 и више година                                                           | 27235    |
| 15  | Женско становништво са 15 и више година                                                          | 29725    |
| 16  | Становништво са 18 и више година                                                                 | 51825    |
| 17  | Мушко становништво са 18 и више година                                                           | 24635    |
| 18  | Женско становништво са 18 и више година                                                          | 27190    |
| 19  | Становништво од 3 до 5 година                                                                    | 5018     |
| 20  | Мушко становништво од 3 до 5 година                                                              | 2554     |
| 21  | Женско становништво од 3 до 5 година                                                             | 2464     |
| 22  | Становништво од 6 до 11 година                                                                   | 9908     |
| 23  | Мушко становништво од 6 до 11 година                                                             | 5044     |
| 24  | Женско становништво од 6 до 11 година                                                            | 4864     |
| 25  | Становништво од 8 до 14 година                                                                   | 11450    |
| 26  | Мушко становништво од 8 до 14 година                                                             | 5886     |
| 27  | Женско становништво од 8 до 14 година                                                            | 5564     |
| 28  | Становништво од 12 до 14 година                                                                  | 4746     |
| 29  | Мушко становништво од 12 до 14 година                                                            | 2470     |
| 30  | Женско становништво од 12 до 14 година                                                           | 2276     |
| 31  | Становништво од 15 до 17 година                                                                  | 5135     |
| 32  | Мушко становништво од 15 до 17 година                                                            | 2600     |
| 33  | Женско становништво од 15 до 17 година                                                           | 2535     |
| 34  | Становништво од 18 до 24 године                                                                  | 10211    |
| 35  | Мушко становништво од 18 до 24 године                                                            | 4963     |
| 36  | Женско становништво од 18 до 24 године                                                           | 5248     |
| 37  | Женско становништво од 15 до 49 година                                                           | 22995    |
| 38  | Становништво са 60 и више година                                                                 | 6511     |
| 39  | Мушко становништво са 60 и више година                                                           | 3064     |
| 40  | Женско становништво са 60 и више година                                                          | 3447     |
| 41  | Однос између мушкараца и жена                                                                    | 95.41    |
| 42  | Становништво од нуле до 14 година                                                                | 24341    |
| 43  | Становништво од 15 до 64 године                                                                  | 52569    |
| 44  | Становништво од 65 година и више                                                                 | 4391     |
| 45  | Просечан број деце                                                                               | 2.32     |
| 46  | Становништво рођено у ентитету                                                                   | 51373    |
| 47  | Мушко становништво рођено у ентитету                                                             | 25543    |
| 48  | Женско становништво рођено у ентитету                                                            | 25830    |
| 49  | Становништво рођено у другом ентитету                                                            | 29086    |
| 50  | Мушко становништво рођено у другом ентитету                                                      | 13706    |
| 51  | Женско становништво рођено у другом ентитету                                                     | 15380    |
| 52  | Становништво од 5 година и више резидентно у ентитету у јуну 2005. године                        | 65995    |
| 53  | Мушко становништво старосног доба од 5 година и више, резидентно у ентитету у јуну 2005. године  | 31875    |
| 54  | Женско становништво старосног доба од 5 и више година, резидентно у ентитету у јуну 2005. године | 34120    |
| 55  | Становништво од 5 година и више које је живело у другом ентитету у јуну 2005. године             | 5977     |
| 56  | Мушко становништво старије од 5 година које је живело у другом ентитету у јуну 2005. године      | 2893     |
| 57  | Женско становништво старије од 5 година које је живело у другом ентитету у јуну 2005. године     | 3084     |
| 58  | Становништво од 3 године и више које говори аутохтони језик                                      | 681      |
| 59  | Мушко становништво старо 3 године и више које говори аутохтони језик                             | 350      |
| 60  | Женско становништво старо 3 године и више које говори аутохтони језик                            | 331      |
| 61  | Становништво од 3 године и више које говори аутохтони језик и не говори шпански језик            | 1        |
| 62  | Мушко становништво старо 3 године и више које говори аутохтони језик и не говори шпански         | 0        |
| 63  | Женско становништво старо 3 године и више које говори аутохтони језик и не говори шпански језик  | 1        |
| 64  | Становништво старо 3 године и више које говори аутохтони језик и шпански                         | 557      |
| 65  | Мушко становништво старо 3 године и више које говори аутохтони језик и шпански                   | 287      |
| 66  | Женско становништво старо 3 године и више које говори аутохтони језик и шпански                  | 270      |
| 67  | Становништво од 5 година и више које говори аутохтони језик                                      | 673      |
| 68  | Становништво од 5 година и више које говори аутохтони језик и не говори шпански језик            | 1        |
| 69  | Становништво од 5 година и више које говори аутохтони језик и говори шпански језик               | 551      |
| 70  | Становништво у домородачким домаћинствима                                                        | 1739     |
| 71  | Становништво са ограничењима у активностима                                                      | 3008     |
| 72  | Становништво са ограниченим ходањем или кретањем, горе или доле                                  | 1636     |
| 73  | Становници са ограничењима вида, чак и уз кориштење сочива                                       | 702      |
| 74  | Становништво са ограничењима говора, комуникације или конверзације                               | 327      |
| 75  | Становништво са ограниченим слухом                                                               | 320      |
| 76  | Становништво са ограничењима при одевању, купању или јелу                                        | 125      |
| 77  | Становништво са ограничењима у опажању или учењу једноставних ствари                             | 129      |
| 78  | Становништво са менталним ограничењима                                                           | 274      |
| 79  | Становништво без ограничења активности                                                           | 77996    |
| 80  | Становништво од 3 до 5 година које не похађа школу                                               | 2705     |
| 81  | Мушко становништво од 3 до 5 година које не похађа школу                                         | 1388     |
| 82  | Женско становништво од 3 до 5 година које не похађа школу                                        | 1317     |
| 83  | Становништво од 6 до 11 година које не похађа школу                                              | 345      |
| 84  | Мушко становништво од 6 до 11 година које не похађа школу                                        | 211      |
| 85  | Женско становништво од 6 до 11 година које не похађа школу                                       | 134      |
| 86  | Становништво од 12 до 14 година које не похађа школу                                             | 419      |
| 87  | Мушко становништво од 12 до 14 година које не похађа школу                                       | 248      |
| 88  | Женско становништво од 12 до 14 година које не похађа школу                                      | 171      |
| 89  | Становништво од 15 до 17 година похађа школу                                                     | 3357     |
| 90  | Мушко становништво од 15 до 17 година похађа школу                                               | 1637     |
| 91  | Женско становништво између 15 и 17 година живота у школи                                         | 1720     |
| 92  | Становништво од 18 до 24 године похађа школу                                                     | 2572     |
| 93  | Мушко становништво од 18 до 24 године похађа школу                                               | 1243     |
| 94  | Женско становништво од 18 до 24 године похађа школу                                              | 1329     |
| 95  | Становништво од 8 до 14 година које не може да чита и пише                                       | 324      |
| 96  | Мушко становништво старосног доба од 8 до 14 година које не може да чита и пише                  | 192      |
| 97  | Женско становништво старосног доби од 8 до 14 година које не може да чита и пише                 | 132      |
| 98  | Становништво од 15 година и више које је неписмено                                               | 3490     |
| 99  | Мушко становништво од 15 година и више које је неписмено                                         | 1383     |
| 100 | Женско становништво од 15 година и више које је неписмено                                        | 2107     |
| 101 | Становништво старо 15 и више година без школовања                                                | 4177     |
| 102 | Мушко становништво старо 15 и више година без школовања                                          | 1760     |
| 103 | Женско становништво старо 15 и више година без школовања                                         | 2417     |
| 104 | Становништво старосног доба 15 и више година са непотпуним основним образовањем                  | 5477     |
| 105 | Мушко становништво старосног доба од 15 година и више са непотпуном основним образовањем         | 2513     |
| 106 | Женско становништво старосног доба 15 и више година са непотпуном основним образовањем           | 2964     |
| 107 | Становништво старо 15 и више година са комплетним основним образовањем                           | 8074     |
| 108 | Мушко становништво старо 15 година и више са комплетним основним образовањем                     | 3796     |
| 109 | Женско становништво старо 15 и више година са комплетним основним образовањем                    | 4278     |
| 110 | Становништво старосног доба 15 и више година са непотпуним средњим образовањем                   | 3096     |
| 111 | Мушко становништво старосног доба од 15 година и више са непотпуним средњим образовањем          | 1639     |
| 112 | Женско становништво старосног доба од 15 година и више са непотпуним средњим образовањем         | 1457     |
| 113 | Становништво старо 15 и више година са пуним секундарном образовањем                             | 14064    |
| 114 | Мушко становништво старосног доба од 15 година и више са пуним секундарном образовањем           | 6881     |
| 115 | Женско становништво старосног доба од 15 година и више са пуним секундарном образовањем          | 7183     |
| 116 | Становништво старије од 18 година са постосновним образовањем                                    | 20224    |
| 117 | Мушко становништво старије од 18 година са постосновним образовањем                              | 9859     |
| 118 | Женско становништво старије од 18 година са постосновним образовањем                             | 10365    |
| 119 | Просечна оцена школовања                                                                         | 8.97     |
| 120 | Просечан ниво образовања мушке популације                                                        | 9.13     |
| 121 | Просечан ниво образовања женског становништва                                                    | 8.82     |
| 122 | Економски активно становништво                                                                   | 34902    |
| 123 | Економски активна мушка популација                                                               | 22208    |
| 124 | Економски активна женска популација                                                              | 12694    |
| 125 | Становништво које није економски активно                                                         | 26587    |
| 126 | Мушко становништво које није економски активно                                                   | 7362     |
| 127 | Женско становништво које није економски активно                                                  | 19225    |
| 128 | Запослено становништво                                                                           | 33259    |
| 129 | Запослено мушко становништво                                                                     | 20948    |
| 130 | Запослено женско становништво                                                                    | 12311    |
| 131 | Незапослена популација                                                                           | 1643     |
| 132 | Незапослена мушка популација                                                                     | 1260     |
| 133 | Незапослена женска популација                                                                    | 383      |
| 134 | Становништво без права на здравствене услуге                                                     | 29564    |
| 135 | Становништво које има право на здравствене услуге                                                | 51672    |
| 136 | Становништво које има право на ИМСС                                                              | 27211    |
| 137 | Становништво које има право на социјално осигурање                                               | 4345     |
| 138 | Становништво које има право на државно социјално осигурање                                       | 152      |
| 139 | Становништво које има право на опште осигурање или здравствено осигурање за нову генерацију      | 17964    |
| 140 | Становништво које је било једном или није било у браку током 12 година и више                    | 20230    |
| 141 | Венчано или уједињено становништво од 12 година и више                                           | 35004    |
| 142 | Становништво које је било у браку или уједињено 12 година и више                                 | 6402     |
| 143 | Становништво са католичком религијом                                                             | 64288    |
| 144 | Протестанти, еванђелисти и библијски следбеници различити од еванђелиста                         | 9548     |
| 145 | Становништво са другим религијама различитим од претходних                                       | 498      |
| 146 | Становништво без религије                                                                        | 5174     |
| 147 | Укупно пописаних домаћинства                                                                     | 21618    |
| 148 | Пописна домаћинства на челу са мушкарцима                                                        | 16048    |
| 149 | Пописна домаћинства на челу са женама                                                            | 5570     |
| 150 | Становништво у пописним домаћинствима                                                            | 81138    |
| 151 | Становништво у пописним домаћинствима на челу са мушкарцима                                      | 62663    |
| 152 | Становништво у пописним домаћинствима на челу са женама                                          | 18475    |
| 153 | Укупно домаћинстава                                                                              | 45634    |
| 154 | Укупно насељених домаћинстава                                                                    | 22340    |
| 155 | Укупно приватних кућа                                                                            | 44912    |
| 156 | Насељени приватни домови                                                                         | 21618    |
| 157 | Укупно насељених приватних кућа                                                                  | 22335    |
| 158 | Ненасељене приватне куће                                                                         | 8266     |
| 159 | Појединачна домаћинства за привремену употребу                                                   | 15028    |
| 160 | Становници у насељеним приватним кућама                                                          | 81138    |
| 161 | Насељеност станара у приватним становима                                                         | 3.75     |
| 162 | Просечно становника по соби у приватним насељеним домаћинствима                                  | 1.06     |
| 163 | Појединачна домаћинства са подовима од различитих материјала од земље                            | 20329    |
| 164 | Појединачна домаћинства у приземљу                                                               | 1215     |
| 165 | Појединачна домаћинства са једном спаваћом собом                                                 | 7815     |
| 166 | Појединачна домаћинства са две спаваће собе и више                                               | 13737    |
| 167 | Појединачна домаћинства са једним собом                                                          | 2032     |
| 168 | Појединачна домаћинства са две собе                                                              | 3964     |
| 169 | Појединачна домаћинства са 3 собе и више                                                         | 15532    |
| 170 | Појединачна домаћинства која имају електрично светло                                             | 21420    |
| 171 | Појединачна домаћинства која немају електрично светло                                            | 139      |
| 172 | Појединачна домаћинства која имају водоводну воду у стамбеном простору                           | 20715    |
| 173 | Појединачна домаћинства која немају водоводну воду у стамбеном простору                          | 815      |
| 174 | Појединачна домаћинства која имају тоалет                                                        | 21162    |
| 175 | Појединачна домаћинства која имају канализацију                                                  | 21093    |
| 176 | Појединачна домаћинства која немају канализацију                                                 | 415      |
| 177 | Појединачна домаћинства која имају електрично светло, довод воде из јавне мреже и канализацију   | 20304    |
| 178 | Појединачна домаћинства без икаквих услова                                                       | 217      |
| 179 | Појединачна домаћинства која имају радио                                                         | 17453    |
| 180 | Појединачна домаћинства која имају телевизор                                                     | 20696    |
| 181 | Појединачна домаћинства која имају фрижидер                                                      | 19377    |
| 182 | Појединачна домаћинства која имају машину за веш                                                 | 13639    |
| 183 | Појединачна домаћинства која имају аутомобил или комби                                           | 9462     |
| 184 | Појединачна домаћинства која имају рачунар                                                       | 6875     |
| 185 | Појединачна домаћинства која имају фиксну телефонску линију                                      | 11222    |
| 186 | Појединачна домаћинства која имају мобилни телефон                                               | 15425    |
| 187 | Појединачна домаћинства која имају приступ интернету                                             | 5246     |